# نفل صوفي الكرات
نفل صوفي الكرات (باللاتينية: Trifolium eriosphaerum) نوع نباتي من جنس النفل من الفصيلة البقولية.

## الموئل والانتشار
موطنه الأصلي بلاد الشام.